# Бреусовка (Полтавская область)
Бре́усовка (укр. Бреусівка) — село,
Бреусовский сельский совет,
Козельщинский район,
Полтавская область,
Украина.
Код КОАТУУ — 5322080401. Население по переписи 2022 года составляло 640 человека.
Является административным центром Бреусовского сельского совета, в который, кроме того, входят сёла
Винники,
Красноселье,
Новосёловка,
Александровка Вторая,
Хмарино и
Чечужино.

## Географическое положение
Село Бреусовка находится на расстоянии до 1,5 км от сёл Винники, Красноселье, Мальцы и Новосёловка.
По селу протекает пересыхающий ручей с запрудой.

## Происхождение названия
- Бреусами называли казаков, которым за тяжкие проступки сбривали оселедец и усы[3].

## История
- Село возникло на базе Зинковских хуторов, известных с XVIII века, среди которых был и казачий хутор Бреусовка [4].
- После революции в селе образовали артель, а затем колхоз имени Сталина.

## Экономика
- Молочно-товарная и птице-товарная ферма.
- ООО «Хлеб и люди».
- Хозрасчетное предприятие «Бреусовка».
- ЧП «Интерактив».

## Объекты социальной сферы
- Детский сад «Сонечко».
- Школа.
- Музей казацкой славы (при школе).

## Известные люди
- Гончар Александр Терентьевич (1918—1995) — украинский советский писатель, публицист и общественный деятель, учился в школе в селе Бреусовка.